# 瓦利耶尔区
瓦利耶尔区（法語：Arrondissement de Vallières）是海地的區，位於該國東北部，由東北省負責管轄，面積405.9平方公里，海拔高度724米，2015年該區人口71,851，人口密度每平方公里177人。